# Songthaeo

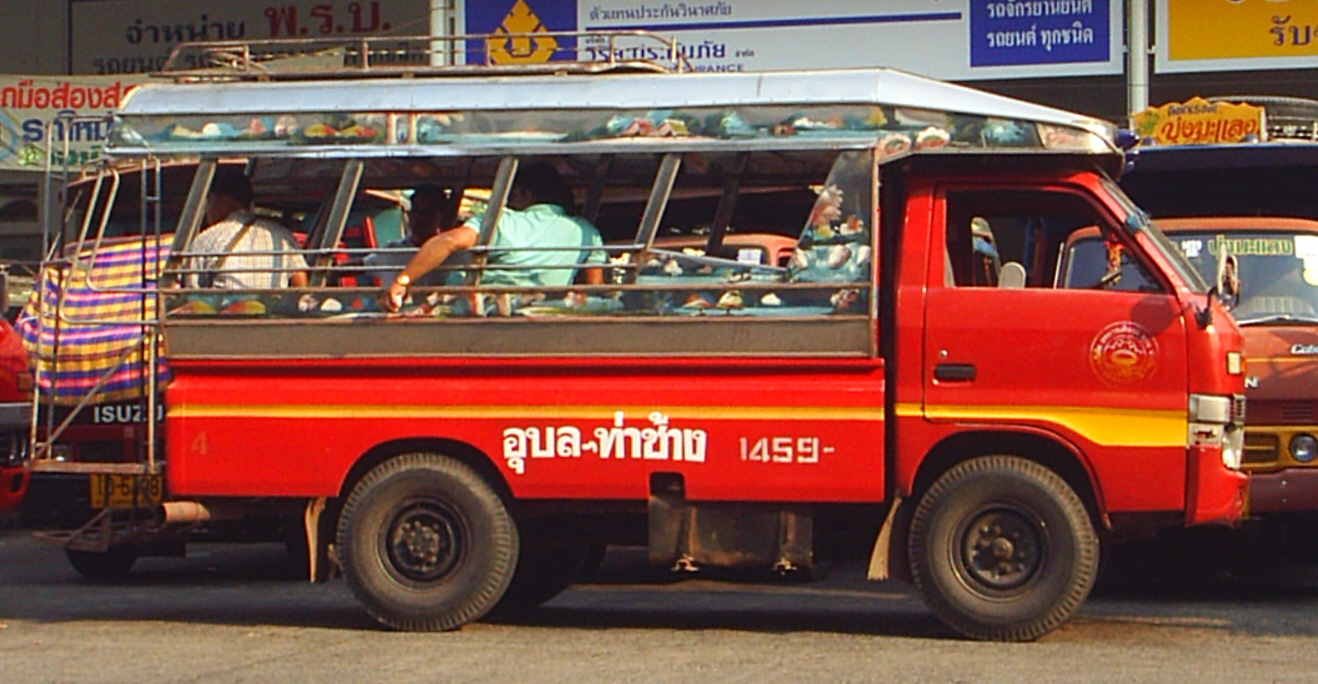
Großer Songthaeo im Regionalverkehr in Ubon Ratchathani

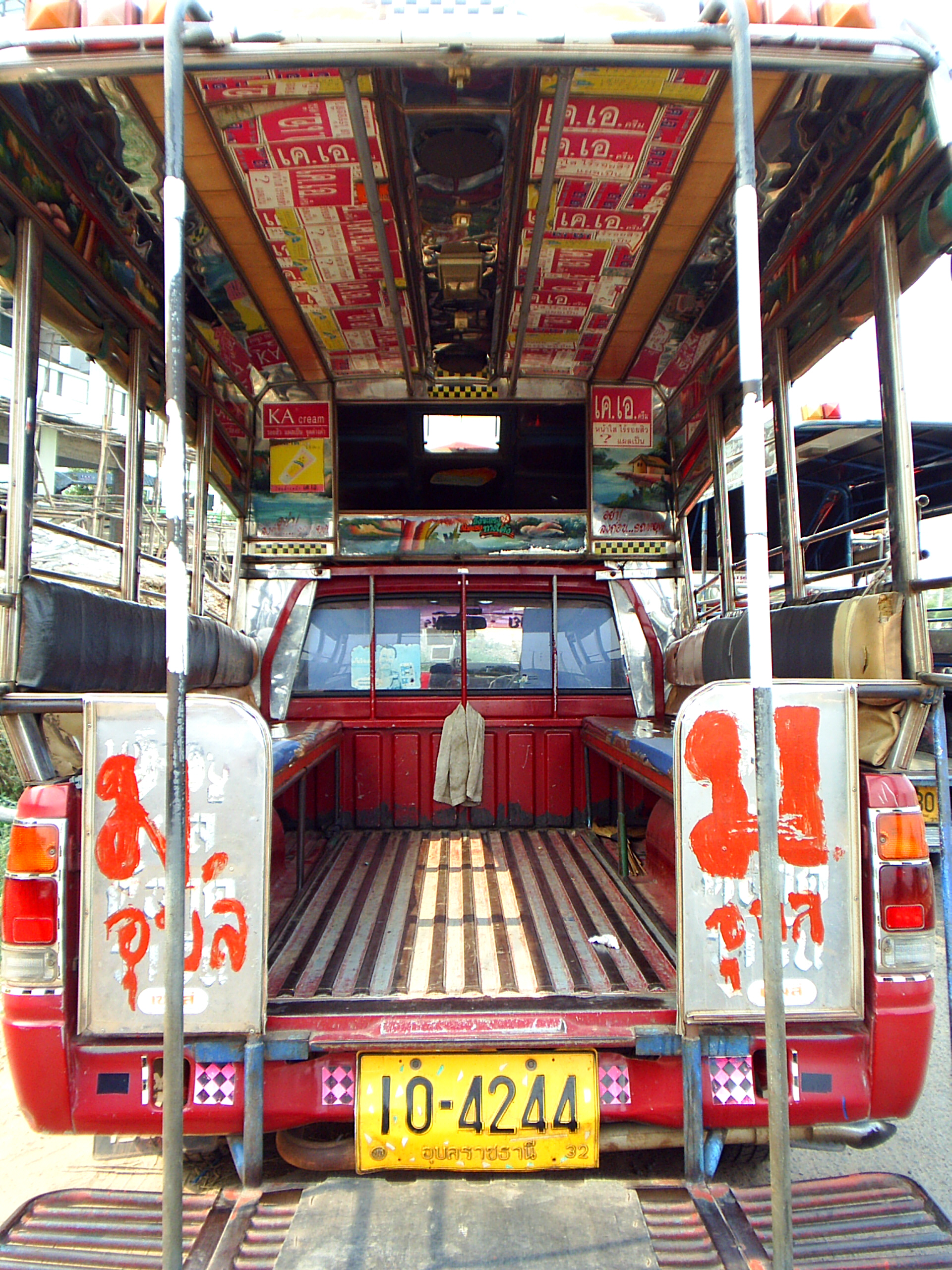
Heckansicht eines der weit verbreiteten, zum Songthaeo umgebauten Pritschenwagen

Ein Songthaeo oder Songthaew (thailändisch สองแถว, RTGS Song Thaeo, Aussprache: [sɔ̌ːŋ tʰɛ̌ːw]; laotisch: ສອງແຖວ, Aussprache: [sɔ́ːŋ tʰɛ́ːw], wörtlich übersetzt:  „zwei Reihen“) ist ein Kraftfahrzeug, das in Thailand und Laos als eine Sonderform des Sammeltaxis im öffentlichen Personennahverkehr verwendet wird.
Songthaeo sind umgebaute Nutzfahrzeuge. Dabei handelt es sich zumeist um Pritschenwagen oder Pick-ups, seltener auch um große LKWs für mehr als 40 Fahrgäste. Allen gemein ist die Überdachung und ein seitlich meist halboffener Aufbau. Die Fahrgäste sitzen sich auf Bänken an den Seiten gegenüber, ohne Sicherheitsgurte und meist ohne Armlehnen. Falls keine freien Sitzplätze mehr vorhanden sind, werden Passagiere auch auf den Heck-Plattformen mitgenommen, wo sie sich an Stangen festhalten können.
Songthaeo befolgen keine festen Fahrpläne, weshalb es auch keine Fahrplanaushänge und festgelegten Haltestellen gibt. Meist steht die Route, also Ausgangs- und Endpunkt der Fahrt, fest, Abfahrtszeit und Zwischenstopps hängen von der Auslastung und den Zielen der Fahrgäste ab. Eine alleinige Nutzung durch einzelne Fahrgäste ist unüblich, kann aber vereinbart werden (zum Beispiel für Transporte, Ausflüge, dringende Fahrten).
Songthaeo werden in Genossenschaftsform oder privat betrieben. Die Fahrgäste zahlen selbständig beim Fahrer oder dem Beifahrer. In Touristengebieten werden mitunter auch festgelegte Fahrpreise in englischer Sprache im Fahrgastraum ausgewiesen. Von westlichen Gästen Thailands werden sie auch „Baht-Bus“ genannt, da in früheren Zeiten ein Fahrpreis von einem Baht üblich war.
Ähnliche Konstruktionen gibt es auch in anderen Entwicklungsländern, etwa die Daladala in Tansania, Matatus in Kenia und Uganda, Tap-Taps in Haiti. Ein Sonderfall sind die philippinischen Jeepneys, deren Basis Jeeps sind.